# Нельсон Рівас
Нельсон Енріке Рівас Лопес (ісп. Nelson Enrique Rivas López, нар.25 березня 1983, Прадера) — колумбійський футболіст, захисник клубу «Депор» та, в минулому, національної збірної Колумбії.

## Кар'єра

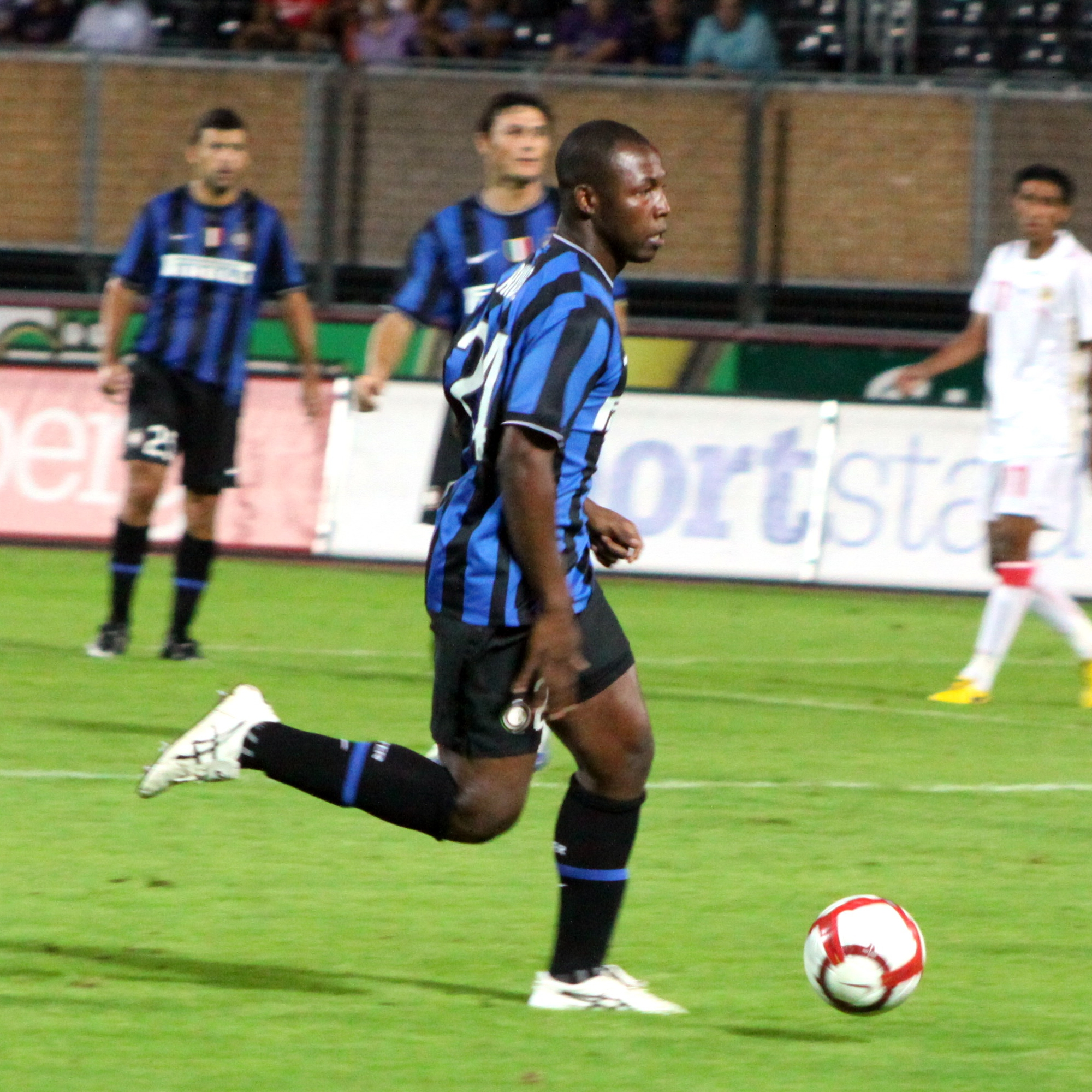
Рівас у складі «Інтера»

Почав свою кар'єру у колумбійському клубі «Депортіво Пасто». Згодом також грав за місцеві «Депортіво Калі» та «Депортес Толіма», після чого знов повернувся до «Калі». 
На початку 2007 року перейшов до аргентинського клубу «Рівер Плейт», а вже 18 липня того ж року за перейшов до італійського «Інтернаціонале», з яким уклав 4-річний контракт. Трансферна сума склала 7,5 млн євро. В міланському клубі здебільшого виходив на поле, змінюючи основних гравців захисту клубу, а 23 вересня 2008 року отримав важке пошкодження — розрив зв'язок коліна — і на деякий час лишився поза футболом.
Після відновлення від травми 26 серпня 2009 року був відданий в оренду до іншого італійського клубу «Ліворно»..
По завершенні терміну оренду повернувся до «Інтера», де практично не мав шансів пробитися до основного складу і 31 січня 2011 року був знову відданий у оренду, цього разу до дніпропетровського «Дніпра», терміном до кінця сезону 2010-11. Провів у складі дніпропетровської команди лише одну гру в чемпіонаті України.
4 жовтня 2011 року уклав контракт з канадським клубом «Монреаль Імпакт», проте закріпитись в МЛС не зумів, тому на поле виходив вкрай рідко.
У 2015 році перейшов до колумбійського «Депора» з Прімери B в статусі вільного агента.

## Досягнення
- Чемпіон Колумбії: 2003, 2005
- Чемпіон Італії: 2007-08, 2008-09
- Володар Суперкубка Італії: 2008, 2010
- Переможець клубного чемпіонату світу: 2010
- Чемпіон Канади: 2013, 2014